# Средневековая Италия
Средневековая Италия (итал. Italia medievale) — период в истории Италии и её политико-социального развития, который длился с 476 года до конца XV века. Вскоре после распада Западной Римской империи территория Италии была завоёвана остготами, создавших на её территории варварское королевство, формально подчинённое императорам Византии. В VI веке Италия была захвачена лангобардами, создавшими там Лангобардское королевство, просуществовавшее почти до конца VIII века, однако некоторые земли остались под контролем Византии. В этот период начинается дробление королевства. В 774 году Лангобардское королевство прекратило своё существование. Северная Италия была присоединена к Франкскому государству Каролингов; позже она выделилась в отдельное королевство. Кроме того, в Центральной Италии образовалось отдельное теократическое государство, которым управляли папы римские. Позже к нему были присоединены и владения бывшего Равеннского экзархата. Папское государство фактически разделило Италию пополам. В Южной Италии сохранилось несколько полунезависимых лангобардских княжеств, признававших сюзеренитет франков только формально.
После окончательного распада Франкской империи в 887 году Итальянское королевство в Северной Италии стало независимым. В этот период начинается эпоха  феодальной раздробленности. К 961 году Италия фактически распалась на ряд независимых государств, лишь номинально подчинявшихся королю. В 961 году Италия была подчинена королём Германии Оттоном I Великим и вошла в состав образованной им Священной Римской империи. Все императоры носили титул короля Италии, но с середины XIV века большинство императоров Священной Римской империи имели чисто номинальную власть в Италии и не вмешивались в её внутренние и внешние дела. 
Южная Италия также была формально включена в состав империи, там же сохранялись и византийские владения. Императоры Византии смогли воспользоваться междоусобицами правителей отдельных княжеств и смогли вернуть себе ряд потерянных владений, но в XI веке начинается нормандское завоевание Южной Италии. Первоначально норманны выступали в качестве наёмников лангобардских князей, но позже смогли получить владения в Южной Италии, послужившие базой для завоевания византийских владений на полуострове. К 1060 году норманны под руководством графа Апулии Роберта Гвискара практически полностью вытеснили византийцев из Калабрии. Кроме того, к 1090 году норманны смогли захватить Сицилию. В 1127 году норманнами было образовано Сицилийское королевство, включавшее в себя Сицилию и Апулию. Постепенно правители королевства смогли подчинить себе всю Южную Италию. 
После прекращения династии Готвилей Сицилийское королевство перешло под контроль императоров Священной Римской империи. Попытки императора Фридриха II объединить Италию вызвало длительное противостояние со Второй Ломбардской лигой и папами римскими. В итоге при преемниках Фридриха в 1268 году Сицилийское королевство было завоёвано Карлом I Анжуйским. Недовольство его правлением вызвало восстание в Сицилии, в результате которого королевство разделилось на 2 части: Сицилию, которой управляли короли из Арагонского дома, и Неаполитанское королевство, которым управляли потомки Карла Анжуйского, пока в XV веке не было присоединено королями Арагона.

## Переселения народов, власть Одоакра, остготов и лангобардов, греков ипапы(476—774)

### Предыстория
Остготы — это восточная ветвь племени готов. Они осели и установили свою власть в провинции Дакия]], но в конце IV века попали под господство гуннов, при этом сохранив свою политическую организацию. После смерти Аттилы начался распад государства гуннов, остготы обрели независимость. При императоре Маркиане огромное число остготов поселилось в провинции Паннония на правах федератов. Но из-за того, что император Восточной Римской империи (Византии) Лев I Макелла не платил жалование остготам, последние напали и разорили провинцию Иллирию и заключили союз с Гензерихом для нападения на Византию. В 461 году между остготами и Восточной Римской империей был заключён мир, в результате которого Теодорих Амал, сын Теодемера Амала, был послан заложником в Константинополь, где получил римское образование. После этого в течение нескольких лет множество готов служили Римской империи и имели сильное военное и политическое влияние.

### Королевство Одоакра
Временем падения Западной Римской империи и моментом, когда для Италии начинается, по-видимому, новая, самостоятельная история, считается вторжение Одоакра, во главе войска из герулов, ругиев и других племён. После взятия Павии (22 августа 476 года) провозглашённый своими войсками королём, он овладел Равенной и Римом и, убив патриция Ореста и отстранив молодого императора Ромула Августула, вошёл в соглашение с восточно-римским императором Флавием Зеноном, от которого получил звание римского патриция (хотя в Италии именовался королём) и сохранил за собой обладание Апеннинским полуостровом, Далмацией, Ретией и Сицилией; Корсика и Сардиния остались под властью вандалов.
Император Зенон обвинил Одоакра в поддержке мятежника Илла в 484 году и приказал вождю остготов Теодориху напасть на него. В 489 году Одоакр был разбит на Изонцо, потом при Вероне, в 490 году на Адде; в Равенне ему удалось продержаться более двух лет. Во время войны Одоакр провозгласил своего сына, Телу, императором. Теодорих вступил с Одоакром в союз для совместного управления (февраль 493 года), на этих условиях Одоакр прекратил сопротивление, но в марте 493 года был убит в Равенне вместе с братом и приближенными на примирительном пиру. Его сын был казнён, а жена подвергнута заточению, где и умерла.

### Королевство остготов и Византия

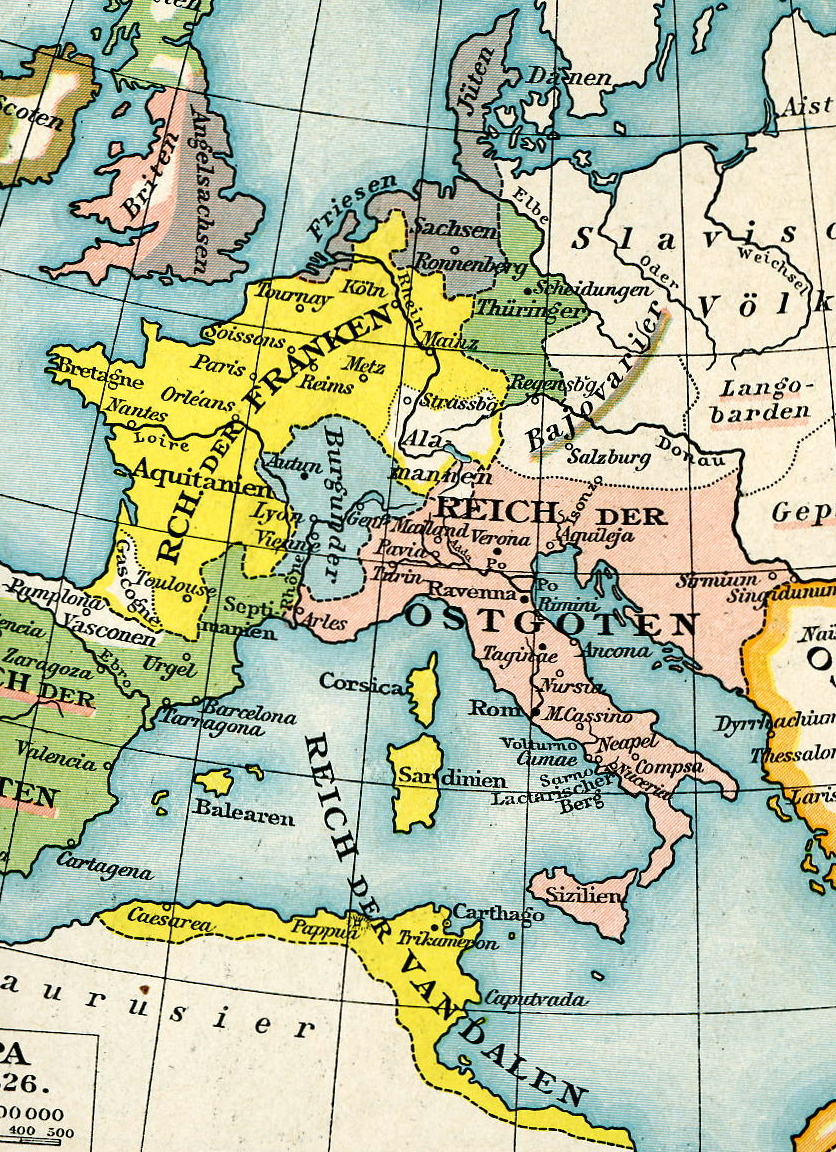
Государство остготов

Остготы, которые, в свою очередь, через полстолетия были подчинены Велизарием и Нарзесом — полководцами Восточной Римской империи. Короле́вство остго́тов (гот. Ostrogutans þiudangardi) — непрочное позднеантичное раннефеодальное государственное образование, созданное в ходе захватов римской территории одним из германских племен — остготами. Столицей государства (как и в эпоху поздней Западной Римской империи) оставалась Равенна. Королевство остготов просуществовало с 489 по 553 годы, когда вся территория королевства «вернулась» в состав Восточной Римской империи. В состав королевства входили Италия, Сицилия, Предальпийские области, Далмация и Прованс.
По нем. историку XIX века Г. Сарториусу, варварские завоевания разрушили торговлю Италии, прервали торговые связи с Востоком и привели в итоге к замиранию городской жизни.

#### Завоевание Италии остготами
Основная статья: Остготское завоевание Италии
В 488 году император Зенон обвинил Одоакра в поддержке мятежника Илла и заключил соглашение с Теодорихом. Согласно договору, Теодорих, в случае победы над Одоакром, становился правителем Италии в качестве представителя императора.
Осенью 488 года Теодорих со своими людьми (их число оценивается приблизительно в 100 тысяч человек) выступил из Мёзии, прошел через Далмацию и, перейдя Альпы, вступил в Италию в конце августа 489 года. Первое столкновение с армией Одоакра произошло у реки Изонцо 28 августа. Одоакр был разбит и отступил к Вероне, где через месяц произошло новое сражение, закончившееся победой Теодориха. Одоакр бежал в свою столицу Равенну, а большая часть его армии сдалась готам.
В 490 году Одоакр начал новую кампанию против Теодориха. Ему удалось взять Милан и Кремону и осадить главные силы готов в Павии. Однако после этого в конфликт вмешались вестготы. Одоакру пришлось снять осаду Павии, а 11 августа 490 года он потерпел сокрушительное поражение на реке Адда. Одоакр снова бежал в Равенну, после чего римский сенат и большинство городов Италии объявили о поддержке Теодориха.
Готы начали осаду Равенны, но, не имея флота, они не могли блокировать её с моря, поэтому осада сильно укреплённого города затянулась. Только в 492 году готы построили флот и смогли захватить гавань Равенны, полностью блокировав город. Шесть месяцев спустя начались переговоры с Одоакром. Соглашение было достигнуто 25 февраля 493 года. Теодорих и Одоакр согласились разделить Италию между ними. Однако 15 марта на пиру, которым отмечалось это событие, Теодорих убил Одоакра, за этим последовало истребление солдат и сторонников Одоакра. С этого момента Теодорих стал правителем Италии.

#### Правление Теодориха
Основная статья: Теодорих Великий
Подобно Одоакру, Теодорих, по-видимому, считался патрицием и наместником императора в Италии, что было признано новым императором Анастасием в 497 году. Однако фактически он был независимым правителем.
После завоевания Италии административная система, существовавшая в королевстве Одоакра, сохранилась, при этом государственные должности занимали практически исключительно римляне. Римский Сенат продолжал функционировать, являясь в значительной мере консультативным органом. Законы Империи сохранились, по ним жило римское население, на готов же распространялось их собственное традиционное право. С другой стороны, служба в армии и занятие военных должностей были исключительно делом готов.
Готы поселились главным образом на севере Италии и держались обособленно от римского населения. Этому способствовало различие их веры: готы были арианами, тогда как римляне — никенианами. Однако, в отличие от вестготов и вандалов, остготы отличались религиозной терпимостью.

#### Византийско-остготские войны

##### Правители остготов
- Теодорих Великий (Thiudoric) 489—526
- Аталарих (Atthalaric) 526—534
- Теодахад (Thiudahad) 534—536
- Витигес (Wittigeis) 536—540
- Ильдебад (Hildibad) 540—541
- Эрарих (Heraric, Ariaric) 541
- Тотила (Baduila) 541—552
- Тейя(Theia, Teja) 552—553

### Лангобардское королевство и папы

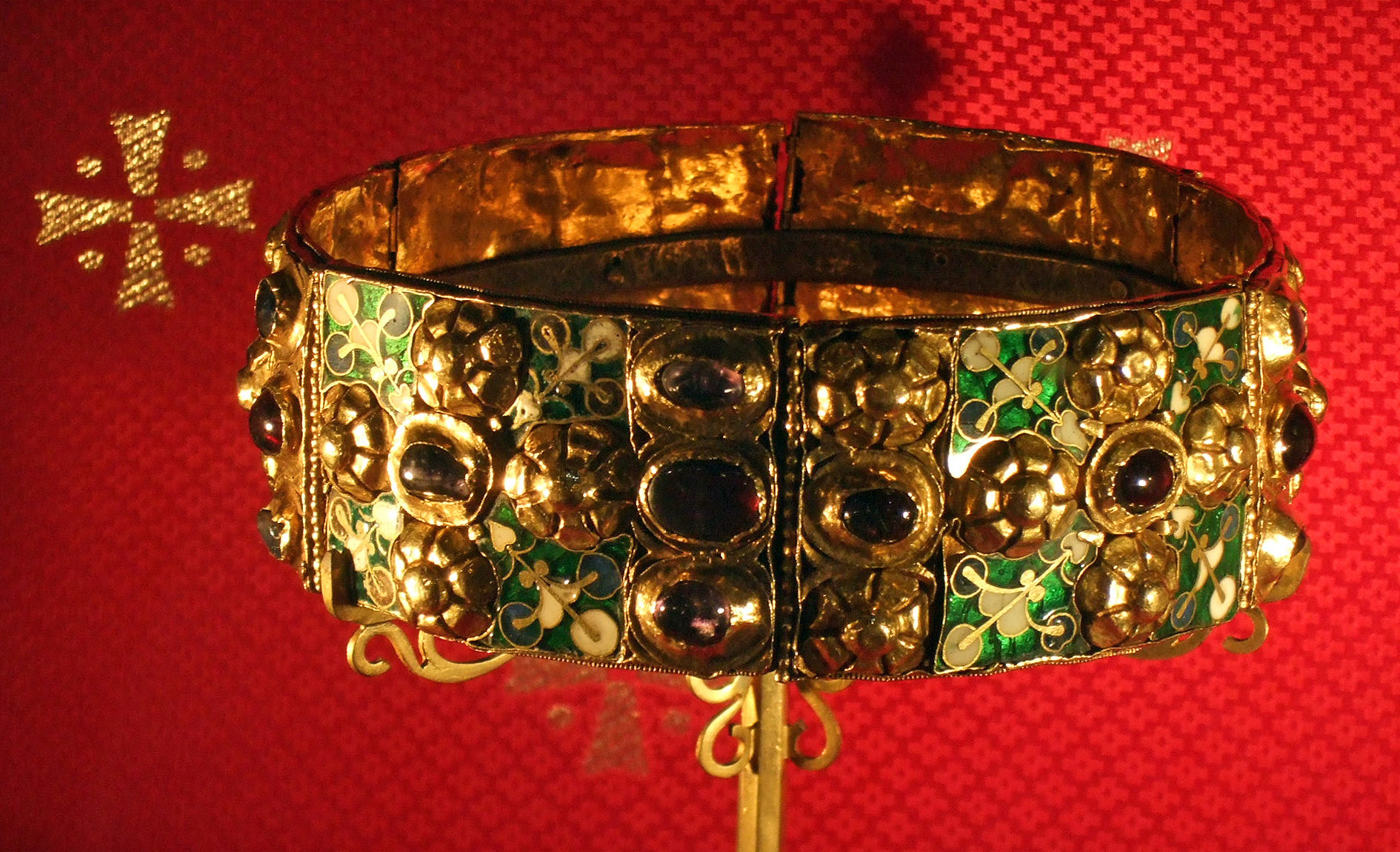
Железная корона лангобардских королей

Смуты и вторжения других германских племён продолжались и в последующие годы, пока лангобарды не положили конец византийскому управлению в большей части Италии. 

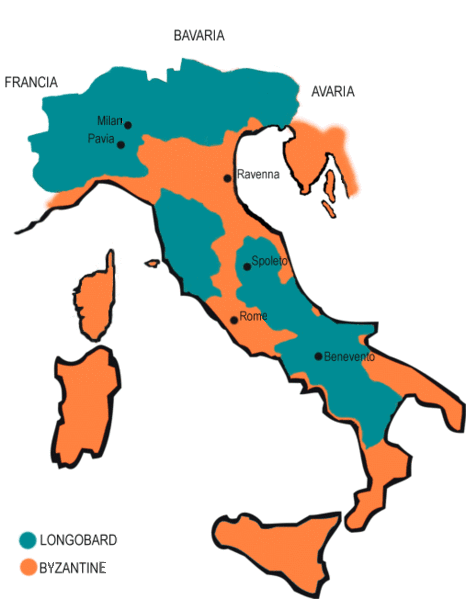
Италия в год смерти Альбоина

В 568 году лангобарды проникли из Паннонии в Италию и шаг за шагом овладели Фриулем, Венецией и Лигурией. Павию, которая была взята после трёхлетней осады, лангобардский король Альбоин сделал столицей своего государства; греки были оттеснены к Равенне и в южную Италию.

После умерщвления Альбоина 36 герцогов решили не избирать короля, а продолжать завоевания самостоятельно. Нашествие франков в 584 году повело, однако, к избранию Аутари, который отразил франков, бывших в союзе с греками, и доставил облегчение покорённому римскому населению. Окончательное примирение с последним состоялось, однако, только при Агилульфе (590—615), который принял католицизм. 

Италия при Ротари

Упадок могущества лангобардов при преемниках Агилульфа только временно задержался при Ротарии; затем началось дробление государства, вследствие вторжений франков, аваров и греков. Значение лангобардов вновь усилилось при энергичном Лиутпранде (713—744 г.), когда папа Григорий II принуждён был искать их поддержки во время распри из-за иконоборчества с византийскими императорами. Когда папству, вместо зависимости от Византии, стала грозить зависимость от лангобардов, папа Стефан II обратился за помощью к франкам, которые пришли под предводительством Пипина и принудили лангобардского короля Айстульфа признать верховную власть франков, которой вскоре после того подчинились и герцоги Сполето и Беневента.

## Присоединение лангобардской Италии к империи Карла Великого, Италия в правление саксонских и первых франконских государей (774—1056)

### Италия как часть Франкской империи

Франкская империя

Положение последнего лангобардского короля Дезидерия, сделавшегося тестем Карла Великого, обещало быть более прочным, но ожесточённая вражда, возникшая именно по поводу этого родства, побудила Карла Великого тем быстрее явиться на помощь к папе, которого теснили лангобарды. В 774 году Карл принудил Павию к сдаче; Дезидерий удалился в один из франкских монастырей, а государство лангобардов было присоединено к франкскому. Внутреннее устройство его осталось, однако, прежним и только лангобардские герцоги заменены были, большей частью, франкскими графами. Власть папы, который получил теперь, кроме Рима, все прежние греческие владения в средней и верхней Италии, значительно усилилась, но, вместе с тем, он попал в зависимость от Карла Великого, который во время своего третьего похода в Италию (780—781) принудил папу короновать королём Италии своего малолетнего сына Пипина. Нижняя Италия, с Сардинией, Сицилией и Корсикой, осталась в руках греков. Призванный папой Львом III, Карл Великий в пятый раз явился в Италию зимой 799 г. и в день Р. Х. 800 г. короновался императором. Едва ли что-нибудь имело в последующие столетия большее влияние на историю Италии, чем старания пап избавиться от верховной власти восстановленной германцами Западной империи и постоянное противодействие им со стороны германских императоров. С греками и Беневентом Карл Великий заключил мир в 812 году, а в 813 году передал корону Италии сыну умершего Пипина, Беренгару, после ослепления которого Людовик Благочестивый отдал Италию своему сыну Лотарю. Во время смут, в которые повергнут был Запад позднейшими делениями государства Людовиком Благочестивым, Италия оставалась за Лотарем. В 828 году Сицилия была захвачена арабами; набеги их на Южную Италию и даже на Рим продолжались при сыне и преемнике Лотаря, Людовике II (855—875). 

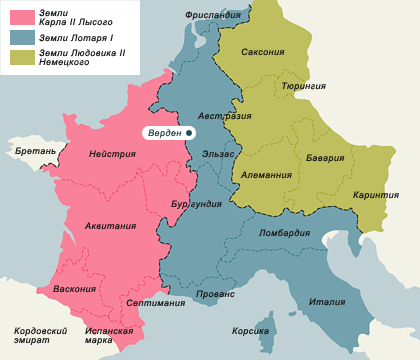
Италия после раздела государства франков

После смерти бездетного Людовика Карл Лысый французский быстро завладел коронами Италии и императорской. Ему наследовали, в качестве королей Италии, сыновья Людовика германского — Карломан и Карл III Толстый.

### Итальянское королевство
После свержение в 887 году императора Карла III Толстого Беренгар, маркграф Фриульский, принял в феврале 888 года в Павии корону Италии, но вскоре признал над собой верховную власть короля германского Арнульфа. Гвидо Сполетский оттеснил Беренгара на восток Северной Италии, короновался в Павии, в 891 г. овладел и императорской короной, а в 892 г. назначил соправителем своего сына Ламберта. Арнульф, призванный Беренгаром, предпринял два похода в Италию: во время первого он, в 894 г., принял корону Италии в Павии, а во время второго сверг Беренгара и короновался в Риме императором. После его ухода Беренгар и Ламберт пришли к соглашению относительно раздела Италии. После смерти Ламберта (898) король бургундский Людовик заявил притязания на его владения. Беренгар, начавший с ним по этому поводу борьбу, принуждён был в 901 г. и затем в 904 г. бежать перед Людовиком, но в 905 г. захватил его в плен, после чего ещё раз соединил империю Каролингов. Группа возмутившихся аристократов призвала против Беренгара, коронованного императором в 916 г., короля верхней Бургундии Рудольфа, который короновался в Павии в 922 году. Беренгар, со своей стороны, призвал в страну венгров, которые, опустошая всё на своём пути, проникли до Прованса. Беренгар был умерщвлён одним из своих приближённых (924). У Рудольфа вскоре стал оспаривать власть в Италии Гуго Провансальский, который короновался в Милане в 926 году, сделал своего сына Лотаря соправителем (931) и наконец, через брак с Марозией старался утвердиться и в Риме, но был изгнан из города сыном её Альберихом. Насильственному господству Гуго старался положить конец бежавший в Германию маркграф Беренгар Иврейский, явившийся оттуда с войском в 945 г.

### Саксонская династия

Италия в 1000 году

После смерти Гуго вдова Лотаря, Адельгейда, на которой Беренгар хотел женить своего сына Адальберта, уже возведённого им в сан соправителя, призвала на помощь Оттона I, который в 951 г. перешёл Альпы и, вместе с рукою Адельгейды, овладел и королевством Италия. Возвращаясь в Германию, Оттон оставил в Павии регентом сына своего Конрада, с которым Беренгар заключил соглашение; принеся ему ленную присягу, он получил обратно своё королевство (952). Пока Оттон был занят в Германии, Беренгар распоряжался в Италии как независимый владетель, преследовал приверженцев Адельгейды и Оттона и восстановил против себя папу Иоанна XII. Призванный последним, Оттон торжественно вступил в Павию (961), откуда отправился в Рим для возложения на себя императорской короны (962). Низложение Беренгара, для которого Оттон снова вернулся в Павию, было, однако, опять отсрочено восстанием Рима в пользу сына Беренгара. Вернувшись в Рим, Оттон отрешил бежавшего Иоанна XII и возвёл на престол Льва VIII (963); затем он направился в северную Италию, где ему удалось, наконец, захватить Беренгара. В 964 г. Оттон восстановил на папском престоле Льва VIII, заставив и папу признать над собой главенство императора; в 966 г. он ещё раз явился из Германии, вследствие восстания в пользу Адалберта, сына и соправителя Беренгара, бежавшего в Константинополь; в 967 г. он короновал в Риме императором сына своего Оттона. Оттон II, после своего вступления на престол, смог отправиться в Италию только в 980 г.; в 981 г. он посетил Рим, чтобы короноваться и затем отсюда продолжать начинания своего отца против нижней Италии. Отняв у греков Бари и Тарент и разбив сарацин при Котроне, он потерпел при их преследовании тяжёлое поражение. Среди новых приготовлений к войне он умер в Риме в 983 г.
Несовершеннолетие его сына Оттона III, уже ранее избранного в Вероне королём Германии и Италии снова открыло простор для распрей местных духовных и светских владетелей в Риме возвысилась фамилия Кресченцио и приобрела такое же положение, какое занимали до вмешательства Оттона I семейство Марозии и графы Тускуланские. Но уже в 996 г. Оттон III явился в Рим, где возвёл на папский престол Григория V, германца родом, который короновал его императором, после чего он возложил на себя в Милане и корону Италии. Из Германии Оттон III прибыл вновь в 997 г., чтобы в Риме казнить возмутившегося Кресченцио и его приверженцев и возвести на папский престол Сильвестра II (998). После ранней смерти Оттона (1002) итальянцы избрали в Павии королём Ардуина Иврейского, против которого двинулся из Германии Генрих II. Ардуин был покинут всеми; Генрих II короновался в Павии, но в самый день коронации против него поднялся мятеж, принудивший его к поспешному отступлению из Италии. Борьба городов, князей и епископов, державших сторону Ардуина или Генриха, продолжалась до тех пор, пока последний вторично (1013) не явился в Павию. Когда он отправился в Рим (1014) для коронования императором, Ардуин удалился в монастырь, где и умер этот последний национальный король Италии (1015).

### Салическая династия

Италия в Священной Римской империи в 1000 году

Чтобы окончательно вытеснить греков из нижней Италии, папа Бенедикт VIII обратился в 1020 г. к Генриху, который в 1021 г. заставил Беневент, Неаполь и другие греческие и вольные города признать свою власть, но прочного успеха не имел. Такой же характер имела и первая попытка Конрада II, который в 1027 г. отправился в Рим за императорской короной; удаляясь из Италии, он поручил ведение тамошних дел архиепископу Ариберту, но последний не мог справиться с распрями между высшей и низшей аристократией. Чтобы положить им конец, Конрад в 1036 г. сам вернулся в верхнюю Италию, где сделал наследственными и лены низшего дворянства, или вальвассоров. Этим раздроблением владений аристократов на мелкие участки он хотя и устранил грозившую с их стороны опасность, но зато сломил последнюю преграду к возвышению среднего сословия, которое в Милане уже в то время оказывало успешное сопротивление императору. Не овладев Миланом, Конрад направился в Рим на помощь Бенедикту IX, теснимому баронами. Затем он снова утвердил императорскую власть в Южной Италии и дал Аверсу в лён норманну Райнульфу, который уже ранее там утвердился. Другому норманнскому вождю, Дрого, Генрих III дал позднее (1047) в лён Апулию. Генрих водворил энергичными мерами порядок в Риме, где отрешил от престола троих возведённых друг против друга пап; но в то же время он расчистил путь для направления, которое своим требованием полной независимости пап от императоров окончательно подготовило затянувшуюся на столетия борьбу между ними.

### Южная Италия в IX—XI веках

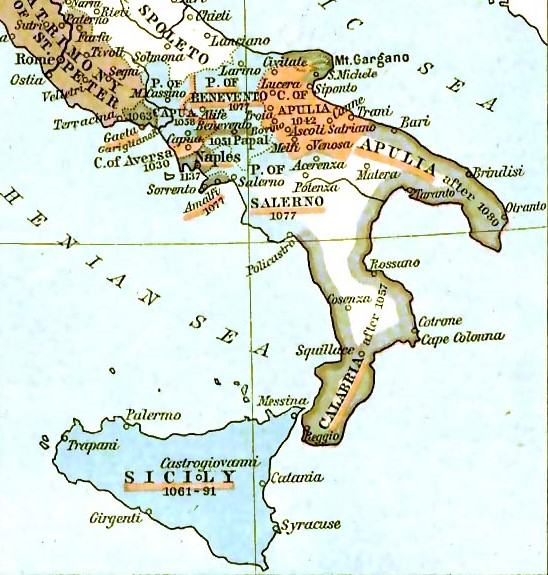
Захват Южной Италии норманнами

## Уничтожение императорской власти в Италии папами, возникновение Сицилийского королевства и свободных государств в Северной Италии (1056—1268)

### Борьба за инвеституру

Италия в 1084 году

Начатое ещё при Генрихе III образование среднеитальянского государства, во главе с Готфридом Лотарингским (целью которого было — создать оплот папству против императоров), приостановилось на некоторое время; но позднее притязания, заявленные курией на Тоскану, привели к продолжительной борьбе между императором и папой за владения маркграфини Матильды. Ещё более важные последствия имело соглашение Льва IX с норманнами, которым при Николае II в первый раз формально отданы были в лён земли, завоёванные ими в южной Италии и те, которые они ещё собирались отнять в Сицилии у арабов. Вследствие этого посягательства на имперские права возгорелась, ещё во время несовершеннолетия Генриха IV, та борьба между империей и папством, которая наполнила затем всю жизнь этого несчастного государя. Обеспечив себе поддержку в южной Италии ленами, розданными последнему лангобардскому владетелю Беневента и норманну Ричарду капуанскому, Григорий VII перешёл, с ещё большим обострением борьбы за инвеституру, к решительному нападению на императорскую власть в Италии, которая здесь более чем где-либо нуждалась в поддержке епископов, и подобно предшественнику своему, Александру II, заключил с патарией союз против епископов, верных императору. Тогда Генрих IV объявил папу низложенным, но вынужден был в 1077 году подвергнуться унижению в Каноссе, чтобы предотвратить союз папы с усилившимися германскими противниками Генриха. Когда Григорий VII тем не менее принял сторону его противника, Рудольфа Швабского, Генрих противопоставил ему антипапу Виктора III и, после победы имперских войск при Мантуе (1080) над войсками маркграфини Матильды Тосканской, сам во второй раз перешёл Альпы (1081). Римом он овладел только в 1084 г., и вскоре после коронования императором должен был отступить перед наступавшим на него Робертом Гвискаром. Во время третьего своего пребывания в Италии (1090—92) Генрих удачно боролся с войсками Матильды. Успехи эти, однако, побудили преданные курии города северной Италии — Милан, Кремону, Лоди и Пьяченцу — к новому восстанию и заключению первого ломбардского союза. К ним примкнул отпавший от Генриха старший сын его Конрад, который в 1093 г. короновался в Монце королём Италии, а в 1095 г. вступил в брак с дочерью Рожера I Сицилийского. Но ни Конрад, ни отец его, во время четвёртого пребывания своего в Италии (1094—1097), не добились там прочной власти. Напротив, около этого времени города выработали себе повсюду, по примеру Милана, республиканский образ правления. Самостоятельностью своей они прежде всего воспользовались для ожесточённой борьбы между собой. Эти распри облегчили наступление Генриха V (1110), который хотя и не взял Милана, но, после сейма на Ронкальских полях и соглашения с Матильдой, проник через Тоскану в Рим и захватил там в плен папу Пасхалия II. В 1116 г. он совершил второй поход в Италию, который, однако, не усилил там императорской власти.

### Гвельфы и гибеллины
В борьбе за престол, вспыхнувшей после смерти Генриха V, Конрад Гогенштауфен объявил себя королём Италии против Лотаря Суплинбургского, но, покинутый папой и Миланом, должен был вскоре отказаться от своего намерения. 
Прочные последствия имело соединение всей Южной Италии и Сицилии в одно королевство при Рожере II. Последний выставил в Риме преданного ему папу Анаклета II, против Иннокентия II. Тот сначала принуждён был бежать во Францию, затем искал поддержки у императора Лотаря, с которым в 1133 г. вошёл в соглашение относительно владений Матильды. Но так как Лотарь и при втором своём походе в Рим заботился только о восстановлении императорской власти в городах верхней Италии, то Иннокентий II после смерти Анаклета II заключил мир с Рожером. 
Конрад III Гогенштауфен был вынужден, вследствие внутренних дел Германии, все время держаться вдали от Италии. Около этого времени в Риме выступил Арнольд Брешианский; внутренняя борьба партий в городах верхней Италии и Тосканы все более разгоралась благодаря тому, что извне не грозила никакая опасность. Это подало Фридриху надежду вновь проявить здесь императорскую власть. На зов папы он в 1154 г. двинулся в Италию и тотчас начал войну против непокорного Милана. После разрушения Тортоны последовало коронование Фридриха королём в Павии (1155) и императором в Риме. Здесь Арнольд Брешианский был выдан папе; но вскоре начались волнения, принудившие Фридриха покинуть Рим и Италию. В 1158 г. он вернулся в Южную Италию, где Милан уже успел отразить часть императорских отрядов и заключить союз с папой и Вильгельмом I, королём Сицилии. Милан сдался Фридриху на льготных условиях, но желание Фридриха принудить города принять имперских наместников вновь возбудило борьбу, в которой Фридрих достиг полного усмирения верхней Италии срытием Милана (1162). 

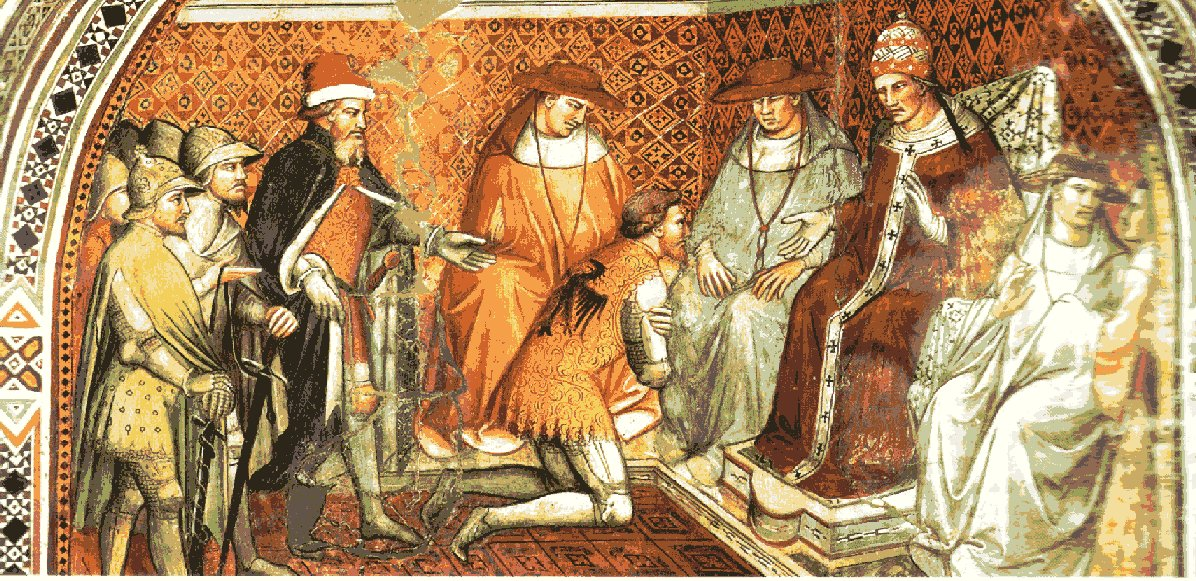
Фридрих Барбаросса подчиняется власти папы римского Александра III. Фреска Спинелло Аретино в Палаццо Публико, Сиена

В 1164 г. ненависть к имперским фогтам достигла в городах до такой степени, что составился союз городов Вероны, Виченцы, Падуи и Тревизо, к которым позднее присоединилась и Венеция. После неудачного нападения Фридриха на этот союз, он в 1166 г. направился к Риму, где во главе его итальянских противников стоял папа Александр III. Моровая язва заставила Фридриха бежать из Италии; одновременно с этим составился великий ломбардский союз городов Кремоны, Бергамо, Мантуи и Феррары (1167), который вскоре примкнул к веронскому союзу и в который вошли также вновь отстроившийся Милан и все прочие большие города верхней Италии. Не присоединились к этому союзу только Генуя, тосканские города и Анкона. Император, спустившийся с Альп лишь в 1174 г., потерпел 29 мая 1176 г. тяжёлое поражение от войск ломбардского союза при Леньяно, заставившее его приступить к новым переговорам. Ему удалось заключить с Александром III мир в Венеции и склонить ломбардцев к перемирию. Мирным договором, заключённым в 1183 г. в Констанце, за верхнеитальянскими городами были признаны все вольности, которыми они пользовались со времён Генриха V, особенно права верховной власти: в городской черте и право вести войны и заключать союзы; император оставлял за собой лишь обычную субсидию во времена римских походов и инвеституру консулов. 
Сын Фридриха, Генрих, вступил в брак с наследницей Сицилийского королевства, Констанцией; это имело целью совершенно обхватить папские владения королевством Гогенштауфенов с юга и их империей с севера и должно было довести борьбу папы с императорами в Италии до крайнего напряжения. Североитальянские города, которые в этой борьбе должны были впоследствии содействовать победе пап, в начале были большей частью подкуплены дарованными им льготами. После смерти императора Фридриха и короля Вильгельма II, Генрих VI сумел отстоять свои наследственные права на Южную Италию в борьбе с норманнской национальной партией. 
После ранней смерти Генриха, папа Иннокентий III, назначенный опекуном молодого Фридриха II, свои старания об отделении нижней Италии от империи начал с того, что признал императором Оттона IV. Оттон IV, явившись в Рим для коронования в 1209 г., тотчас же сделал попытку овладеть нижней Италией. Тогда Иннокентий III выставил против него Фридриха II. Короновавшись императором в 1220 г., Фридрих не только грозил сделаться могущественным соседом пап в нижней Италии и Сицилии, но и вырвать из их рук их последнее орудие — крестовые походы, так как в 1225 г. заявил свои притязания на Иерусалим и вместе с тем на руководство всем крестоносным движением. Для противодействия этому в верхней Италии вновь возник ломбардский союз городов, под главенством Милана (1226). Папа Григорий IX неоднократно отлучал Фридриха от церкви; тем не менее последний, в союзе с Эццелино да Романо, в 1236 г., удачно действовал против гвельфов в Ломбардии, в 1237 г. нанёс миланцам при Кортенуове решительное поражение и затем обратился против папы, который созвал против него собор в 1240 г. Последний не состоялся, вследствие большой морской победы пизанцев при Мелории, где уничтожены были надолго могущество гвельфской Генуи и её флот, который должен был доставить на собор французских прелатов. Папа Иннокентий IV возобновил борьбу с Фридрихом; за неудачными попытками императора заключить мир последовали поражение его при Виттории (1248) и плен его способного сына Энцио. 
Смерть Фридриха (1250) и последовавшая через четыре года смерть его преемника Конрада IV, который в 1251 г. утвердился в нижней Италии, ускорила падение власти Гогенштауфенов в Италии. Хотя внебрачный сын Фридриха II, Манфред, вступил в управление Сицилийским королевством и, вследствие ложного слуха о смерти Конрадина, короновался в 1258 г. королём, но в северной Италии Эццелино был разбит миланцами при Кассано в 1259 г. Когда власть Манфреда стала распространяться и в Средней Италии, папа Урбан IV вступил в переговоры с братом короля французского, Карлом Анжуйским, оконченные затем Климентом IV. Карл был избран римским сенатором и против Манфреда объявлен крестовый поход. В битве при Беневенте (1266) Манфред был разбит и погиб. Поход, предпринятый два года спустя Конрадином, окончился битвою при Тальякоццо (1268) и казнью последнего Гогенштауфена. Ещё более ожесточившаяся распря гвельфов и гибеллинов всюду подготовила конец гражданской свободе и отдала власть в руки отдельных аристократических фамилий.

## Борьба Анжуйского и Арагонского домов на юге, возникновение позднейшей Церковной области и развитие позднейших больших государств в Тоскане и верхней Италии (1268—1492)

### Борьба Анжуйского и Арагонского домов за Сицилию

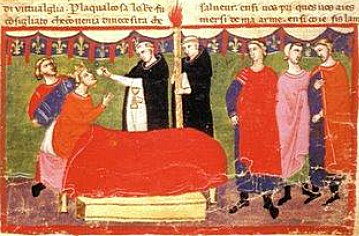
Смерть Карла Анжуйского

Карл I Анжуйский был коронован в Риме, по желанию папы, королём Сицилии; но в 1282 г. народ восстал против алчности и насилий французов. Король Пётр Арагонский, имевший, через жену свою Констанцию, права на гогенштауфенское наследство в нижней Италии, высадился в том же 1282 г. на остров, а Руджеро Лауриа принудил Карла к отступлению из Мессины. 
Карл II, сын Карла I, взятый в плен при второй морской победе Рожера (1284), отпущен был на свободу только под условием уступки Сицилии Джаокомо, второму сыну Петра Арагонского, но тотчас же возобновил, в союзе с Францией и Кастилией, войну с арагонцами. Когда последние, в 1296 г., захотели отказаться от острова, народ провозгласил королём третьего сына Петра Арагонского, Федериго II, который миром 1302 г. достиг прочного утверждения своей династии на острове.

### Авиньонское пленение пап
Папы, около этого времени поселившиеся в Авиньоне, лишились плодов своей политики, клонившейся к разрушению всякой сильной власти в Италии. Призванный враждующими партиями, Генрих VII явился в Италию в 1310 г. и в 1312 г. короновался в Латеране, но вскоре умер (1313), после чего гвельфы снова подняли голову. У гибеллинов явился новый вождь в лице Каструччио Кастракане, который стал правителем Лукки и Пистойи и счастливо вёл войну с Пизой, в 1323 г. уступившей Сардинию арагонцам.
Новое сильное наступление на Италию сделано было Людовиком Баварским. Он сместил в Милане Галеаццо Висконти, овладел железной короной, отдал Пизу Каструччио Кастракане и сделал его герцогом луккским. В Риме он короновался императором, но вынужден был отступить из-за вспыхнувшего восстания.
Затем началась в Италии борьба мелких областей, которая повела впоследствии к образованию более обширных государств верхней и средней Италии и почти во всех городах отдала власть в руки отдельных лиц. Так случилось в Болонье, потом в Генуе и даже во Флоренции, призвавшей себе в правители герцога афинского, Вальтера Бриеннского. Эти владетели опирались на преданное им наёмное войско, что, с одной стороны, повело к пагубному развитию кондотьеров, с другой — способствовало возникновению культуры Возрождения, так как талантливые люди, устраняемые от общественной и военной деятельности, с тем большим рвением отдавались искусству и литературе (см. Ренессансный гуманизм). В Риме, уже утомлённом насилиями аристократии, Риенци ввёл подобие древнеримского народного трибуната, но этим только проложил путь к восстановлению папской власти в вечном городе. Уже Урбан V пробыл в Риме 1367—1370 гг., а Григорий XI перенёс туда, в 1377 г., папский престол из Авиньона.

### Италия иВеликий раскол
Начавшийся затем Великий раскол благоприятствовал смутам в неаполитанском королевстве, оспариваемом провансальскими, венгерскими и нижнеитальянскими Анжу. Церковная область, объединённая Альборносом, стала вновь распадаться на мелкие владения. В Ломбардии Джан Галеаццо Висконти успешно действовал против Рупрехта Пфальцского (1401), но скоро умер и основанное им государство ослабело вследствие дележей и отпадения отдельных частей. После того как на Сицилии пресеклась местная ветвь Арагонской династии, королевство в 1409 году была присоединена к Арагону, господство которой Альфонс V распространил в 1435 году и на нижнюю Италию. Когда положен был конец расколу, папе Мартину V удалось водворить некоторый порядок в Церковной области; но при его преемнике, Евгении IV, беспорядки возобновились и раскол ожил снова. Область эта успокоилась только при Николае V.

### Итальянские войны

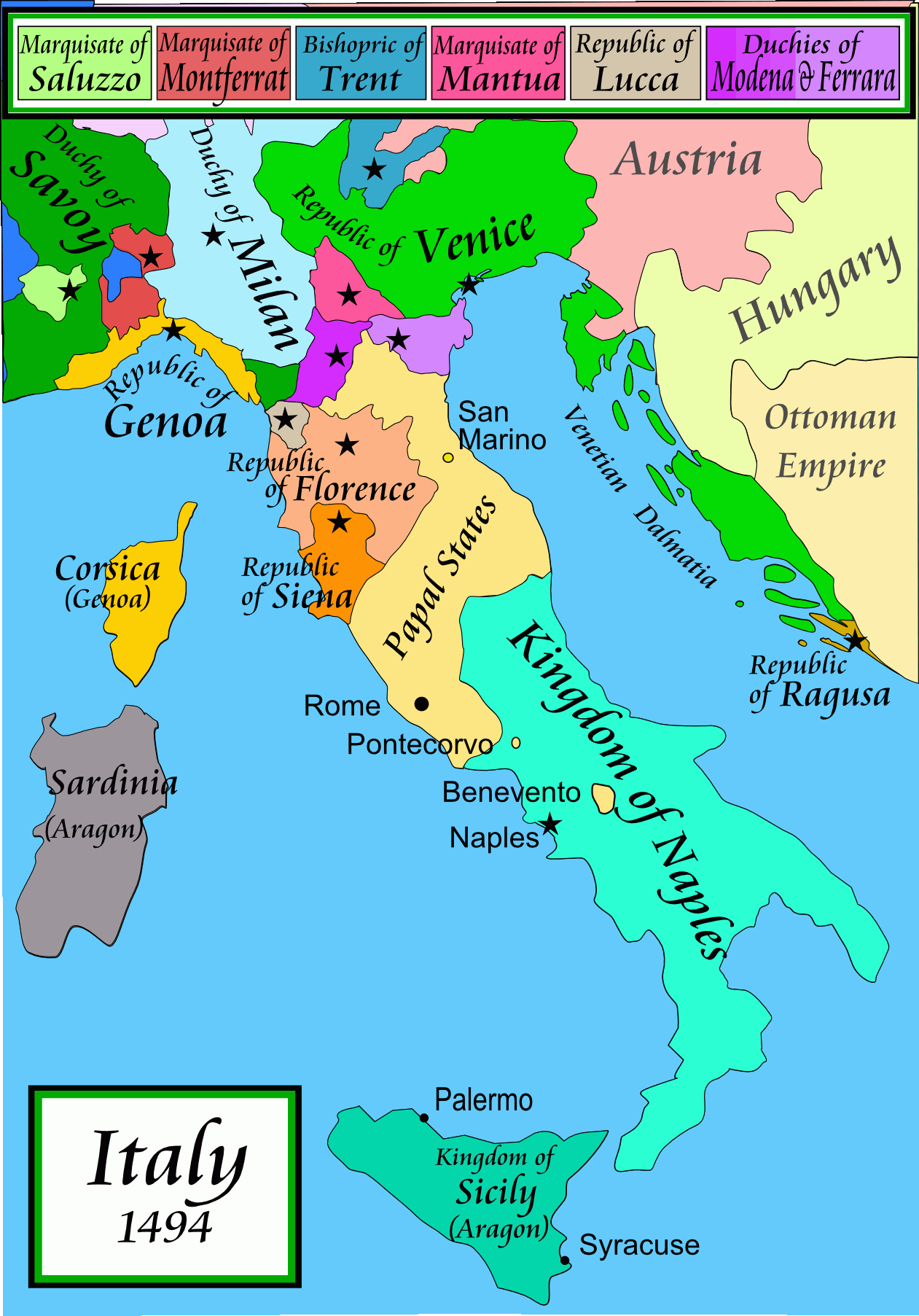
Италия в 1494

Одновременно во Флоренции утвердилось бесспорное господство Медичи, между тем как в верхней Италии последний Висконти не раз подвергался нападениям венецианцев, под предводительством Карманьолы. Войны эти окончились миром между Миланом и Венецией в 1433 г., за которым последовал мир между Миланом и Флоренцией в 1441 г. Никакого значения для истории Италии не имели римские походы Сигизмунда (1431—1433 г.) и Фридриха III (1452). В герцогстве Миланском престола добился кондотьер бездетного Филиппа-Мария Висконти, Франческо Сфорца (1450), и миром 1454 г. надолго установил границу между владениями Милана и Венеции. Когда в 1458 г. умер Альфонс V, Южная Италия была отделена от Сицилии и Арагона в пользу его побочного сына Фердинанда, который осторожностью и хитростью достиг утверждения своей династии.
В это время, лишённое великих политических целей и движений, часто составлялись заговоры против лиц, стоявших во главе правления, как в нижней Италии, так и в Милане и во Флоренции. В последней, однако, Лоренцо де Медичи удалось вновь утвердить власть своего дома; он следовал при этом политике равновесия своего деда Козимо, которому по меньшей мере не уступал в деле покровительства наукам, искусствам и литературе. Последние достигли тогда в Италии своего высшего расцвета.

### Итальянское раннееВозрождение

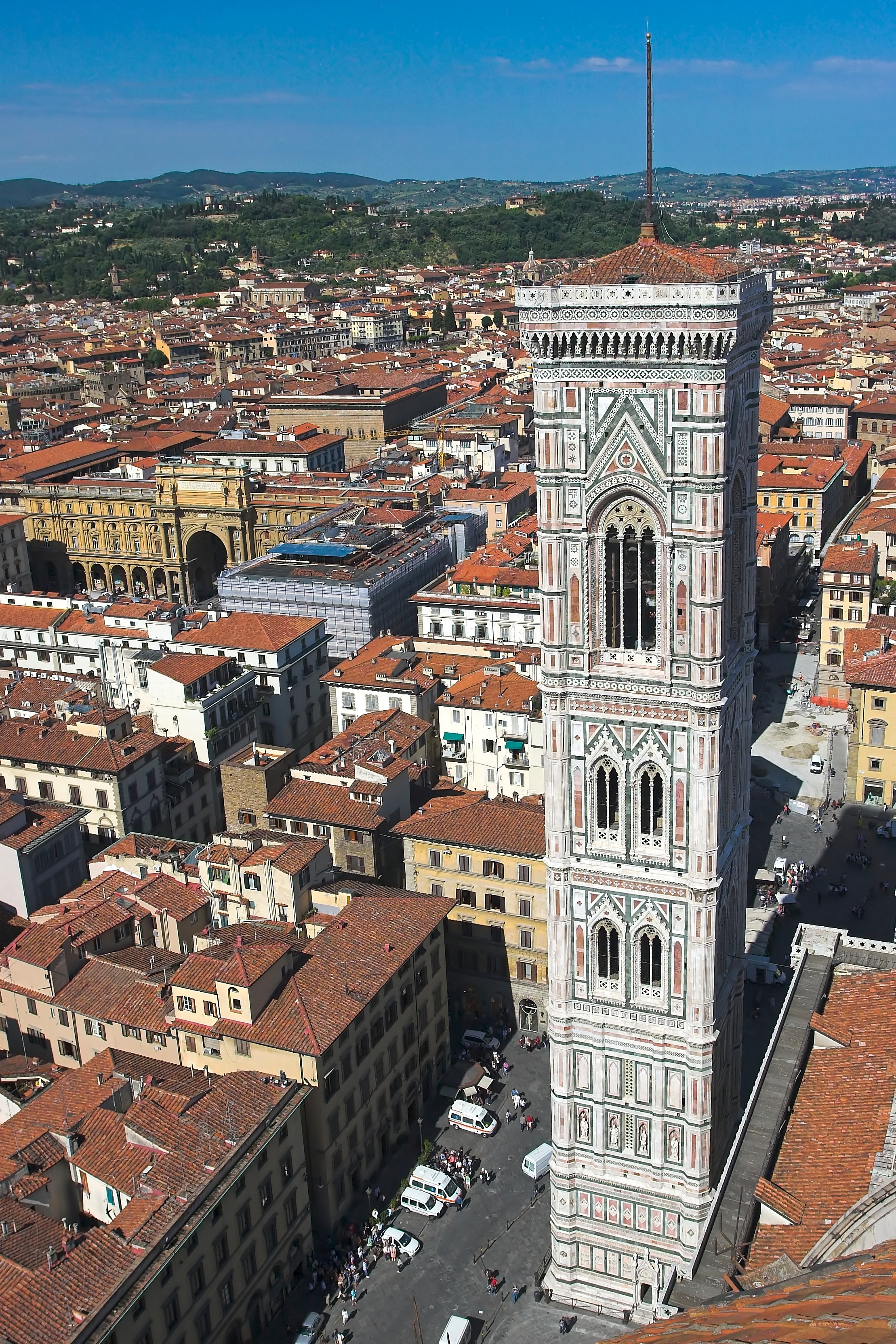
Кампанила Джотто, Флоренция

Эпоха Возрождения началась в Италии в XIV веке, в период проторенессанса, или треченто (культуры 1300-х годов). В итальянской культуре XIII—XIV веков стали появляться черты нового искусства — будущего искусства Возрождения. Отсюда этот период его истории и назван проторенессансом. Яркими представителями литературы этого периода являются Данте Алигьери, Франческо Петрарка и Джованни Боккаччо. К этому же периоду относится поэзия школы «дольче стиль нуово». Для литературы характерно чувственное усиление, реалистичность образов. Представителями жививописи этого периода были Пьетро Каваллини (Рим), Джотто (Флоренция).
В XV веке новое искусство формировалось в Тоскане и в её столице Флоренции. Зачинателем ренессансной архитектуры во Флоренции был Филиппо Брунеллески, скульптуры — Донателло. Однако во Флоренции почти не сохранилось античных памятников. Поэтому ключевым событием периода кватроченто стало путешествие Брунеллески и Донателло в Рим (предположительно в 1402 году). Другие выдающиеся архитекторы эпохи — Леон Баттиста Альберти — автор важного трактата De Re Aedificatoria, Микелоццо ди Бартоломео. Среди скульпторов стоит отметить, помимо Донателло — Лоренцо Гиберти, позже — Андреа дель Верроккьо.

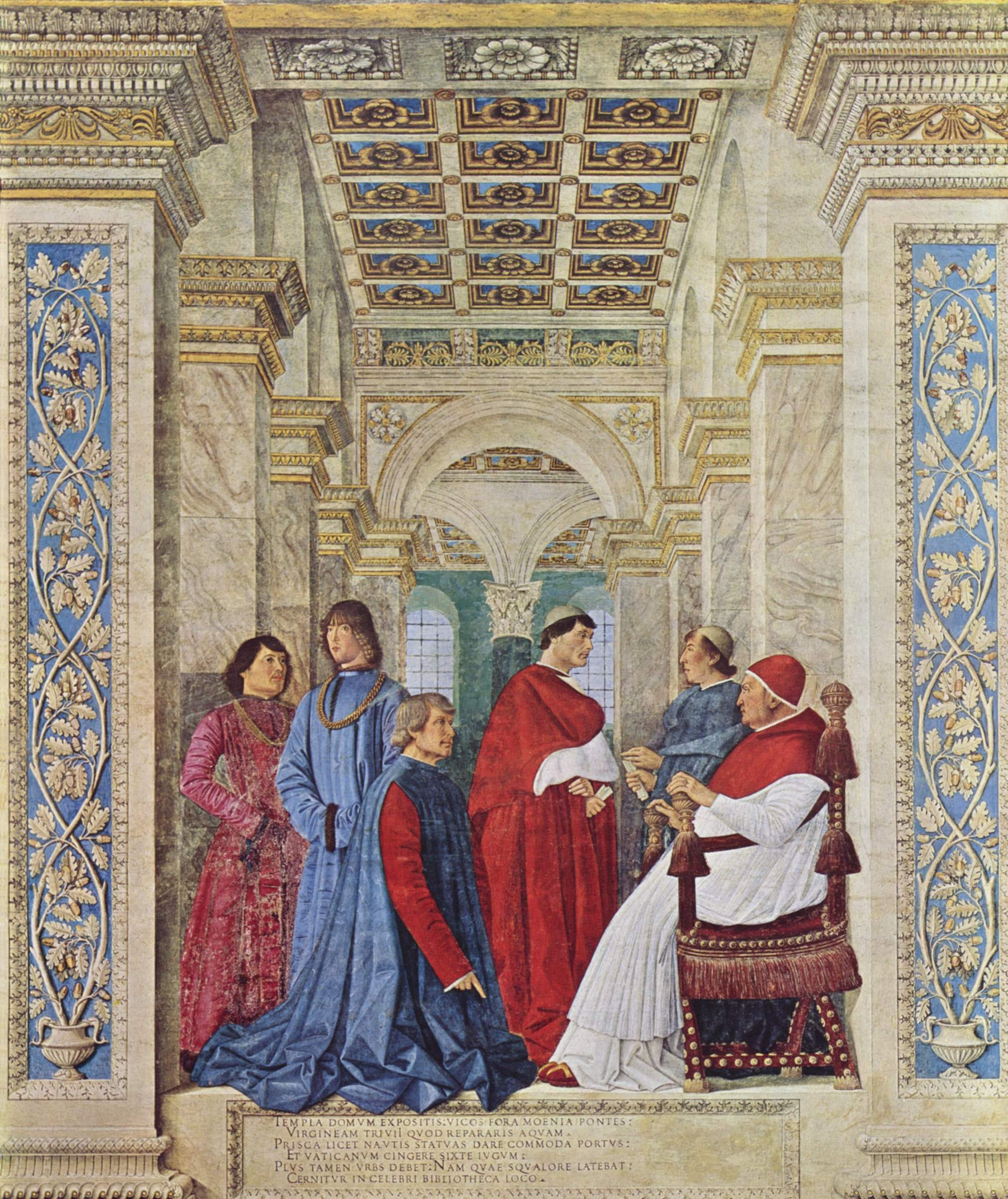
Мелоццо да Форли. Папа Сикст IV назначает Бартоломео Платину префектом Ватиканской библиотеки, 1477

Это было время творчества выдающихся фрескистов и живописцев — Пьеро делла Франческа, Боттичелли, Мазаччо, отца и сыновей Беллини (Якопо, Джентиле и Джованни), Пинтуриккьо, Фра Анжелико, Пьетро Перуджино, Доменико Гирландайо и многих других.